# 牛島 (秋田市)
牛島（うしじま）は秋田県秋田市にある地域名。郵便番号は010-0062他。牛島東、牛島西、牛島南、字東潟敷、字西潟敷、字谷地で構成される。

## 地理
秋田市南部に位置する。ほぼ全域が住宅地で、北は楢山、西は卸町、南は大住、仁井田、東は上北手、大住と接する。国道13号を境に牛島東、牛島西に分かれ、北端と西端の一部は猿田川と太平川に、南端と東端の一部は猿田川と古川に沿っている。

### 河川
- 猿田川
- 太平川
- 古川

## 歴史
出羽国豊島郡牛島村として成立。枝村として武石安左衛が開発した柳原新田村(やなぎはらしんでんむら)があり、享保15年(1730年)の記録では戸数10軒となっている。
- 1826年（文政9年） - 関喜内の主導で牛島新田村に桑畑開発が始まる[4]。
- 1874年（明治7年）4月25日 - 河辺郡牛島小学校が開校。
- 1878年（明治11年） - 河辺郡が発足、郡役所が置かれる。
- 1889年（明治22年）4月1日 - 町村制の施行により柳原新田村を吸収合併し、牛島村が発足。
- 1893年（明治26年）
  - 1月7日 - 郡役所と牛島警察署が焼失
  - 11月30日 - 郡役所再建。
- 1896年（明治29年）
  - 5月16日 - 町制施行、牛島町となる。
  - 7月1日 - 牛島村郵便受取所が牛島町郵便受取所に改称[5]。
  - 12月 - 秋田県農業試験場が秋田市上城中町（現在の秋田県立循環器・脳脊髄センター）から牛島町字開に移転[6]。
- 1897年（明治30年）1月8日 - 秋田県秋田測候所が河辺郡牛島町大字牛島に移転[7]。
- 1902年（明治35年）11月1日 - 牛島町郵便受取所が牛島町郵便電信受取所に改称[8]。
- 1906年（明治39年）1月1日 - 牛島町郵便局が牛島郵便局に改称[9]。
- 1915年（大正4年） - 秋田県農業試験場が寺内村字八橋に移転[6]。
- 1921年（大正10年）7月31日 - 羽越北線羽後牛島駅が開業。
- 1924年（大正13年）4月1日 - 秋田市に編入される[10]。
- 1926年（大正15年）
  - 7月11日 - 牛島郵便局が秋田牛島郵便局に改称[11]。
  - 12月1日 - 秋田測候所が南秋田郡寺内村大字八橋に移転[12]。
- 1931年（昭和6年）
  - 5月15日 - 430戸が全焼する大火が発生[13]。
  - 6月1日 - 秋田回生会病院が開院。
- 1939年（昭和14年） - 東北肥料秋田工場専用鉄道が開業。
- 1963年（昭和38年）12月 - 秋田消防署牛島出張所が開設。
- 1967年（昭和42年）5月1日 - 住居表示実施。
- 1994年（平成6年） - 東北肥料秋田工場専用鉄道が廃止。
- 2014年（平成26年）4月1日 - 秋田市牛島保育所が社会福祉法人秋田聖徳会に移管、牛島ルンビニ園として開園。

### 町名の変遷
以下はすべて住居表示実施に伴う変更。
| 実施後                                  | 実施年月日      | 実施前（各字名ともその一部）                             |
| --------------------------------------- | --------------- | -------------------------------------------------------- |
| 牛島西一丁目 うしじまにしいっちょうめ   | 昭和42年5月1日  | 牛島字大野中道下段 うしじま あざおおのなかみちげだん     |
| 牛島西一丁目 うしじまにしいっちょうめ   | 昭和42年5月1日  | 牛島字大野中道上段 うしじま あざおおのなかみちじょうだん |
| 牛島西一丁目 うしじまにしいっちょうめ   | 昭和42年5月1日  | 牛島字川原敷 うしじま あざかわはらしき                   |
| 牛島西一丁目 うしじまにしいっちょうめ   | 昭和42年5月1日  | 牛島字西ノ方家後 うしじま あざにしのかたいえうしろ       |
| 牛島西一丁目 うしじまにしいっちょうめ   | 昭和42年5月1日  | 牛島字稗田 うしじま あざひえた                           |
| 牛島西一丁目 うしじまにしいっちょうめ   | 昭和42年5月1日  | 柳原新田字古川端 やなぎはらしんでん あざふるかわばた     |
| 牛島西二丁目 うしじまにしにちょうめ     | 昭和42年5月1日  | 牛島字大野中道下段 うしじま あざおおのなかみちげだん     |
| 牛島西二丁目 うしじまにしにちょうめ     | 昭和42年5月1日  | 牛島字御鷹野橋 うしじま あざおたかのばし                 |
| 牛島西二丁目 うしじまにしにちょうめ     | 昭和42年5月1日  | 牛島字庚塚 うしじま あざかのえづか                       |
| 牛島西二丁目 うしじまにしにちょうめ     | 昭和42年5月1日  | 牛島字西ノ方家後 うしじま あざにしのかたいえうしろ       |
| 牛島西二丁目 うしじまにしにちょうめ     | 昭和42年5月1日  | 牛島字稗田 うしじま あざひえた                           |
| 牛島西二丁目 うしじまにしにちょうめ     | 昭和42年5月1日  | 牛島町 うしじままち                                      |
| 牛島西二丁目 うしじまにしにちょうめ     | 昭和49年5月1日  | 牛島西二丁目 うしじまにしにちょうめ                      |
| 牛島西三丁目 うしじまにしさんちょうめ   | 昭和42年5月1日  | 牛島字大野中道上段 うしじま あざおおのなかみちじょうだん |
| 牛島西三丁目 うしじまにしさんちょうめ   | 昭和42年5月1日  | 牛島字御鷹野橋 うしじま あざおたかのばし                 |
| 牛島西三丁目 うしじまにしさんちょうめ   | 平成13年10月1日 | 牛島字庚塚 うしじま あざかのえづか                       |
| 牛島西三丁目 うしじまにしさんちょうめ   | 昭和42年5月1日  | 牛島字竹原道下 うしじま あざたけはらみちした             |
| 牛島西三丁目 うしじまにしさんちょうめ   | 昭和44年5月1日  | 牛島字竹原道下 うしじま あざたけはらみちした             |
| 牛島西三丁目 うしじまにしさんちょうめ   | 昭和42年5月1日  | 牛島字東潟敷 うしじま あざひがしかたしき                 |
| 牛島西三丁目 うしじまにしさんちょうめ   | 平成13年10月1日 | 牛島字東潟敷 うしじま あざひがしかたしき                 |
| 牛島西三丁目 うしじまにしさんちょうめ   | 昭和42年5月1日  | 柳原新田字南 やなぎはらしんでん あざみなみ               |
| 牛島西四丁目 うしじまにしよんちょうめ   | 昭和42年5月1日  | 牛島字狐森 うしじま あざきつねもり                       |
| 牛島西四丁目 うしじまにしよんちょうめ   | 昭和42年5月1日  | 牛島字清水下 うしじま あざしみずした                     |
| 牛島西四丁目 うしじまにしよんちょうめ   | 昭和42年5月1日  | 牛島字竹原道下 うしじま あざたけはらみちした             |
| 牛島東一丁目 うしじまひがしいっちょうめ | 昭和42年5月1日  | 牛島字川原敷 うしじま あざかわはらしき                   |
| 牛島東一丁目 うしじまひがしいっちょうめ | 昭和42年5月1日  | 牛島字西ノ方家後 うしじま あざにしのかたいえうしろ       |
| 牛島東一丁目 うしじまひがしいっちょうめ | 昭和42年5月1日  | 牛島町 うしじままち                                      |
| 牛島東一丁目 うしじまひがしいっちょうめ | 昭和49年2月1日  | 牛島東一丁目 うしじまひがしいっちょうめ                  |
| 牛島東一丁目 うしじまひがしいっちょうめ | 平成2年10月1日  | 牛島東一丁目 うしじまひがしいっちょうめ                  |
| 牛島東二丁目 うしじまひがしにちょうめ   | 昭和55年4月1日  | 牛島町 うしじままち                                      |
| 牛島東二丁目 うしじまひがしにちょうめ   | 昭和55年4月1日  | 楢山南新町下丁 ならやま みなみしんまちしもちょう         |
| 牛島東三丁目 うしじまひがしさんちょうめ | 昭和42年5月1日  | 牛島字中揚 うしじま あざなかあげ                         |
| 牛島東三丁目 うしじまひがしさんちょうめ | 昭和42年5月1日  | 牛島字中見 うしじま あざなかみ                           |
| 牛島東三丁目 うしじまひがしさんちょうめ | 昭和42年5月1日  | 牛島字東ノ方家後 うしじま あざひがしのかたいえうしろ     |
| 牛島東三丁目 うしじまひがしさんちょうめ | 昭和42年5月1日  | 牛島町 うしじままち                                      |
| 牛島東四丁目 うしじまひがしよんちょうめ | 昭和42年5月1日  | 牛島字中揚 うしじま あざなかあげ                         |
| 牛島東四丁目 うしじまひがしよんちょうめ | 昭和42年5月1日  | 牛島字中見 うしじま あざなかみ                           |
| 牛島東四丁目 うしじまひがしよんちょうめ | 昭和42年5月1日  | 牛島字東ノ方家後 うしじま あざひがしのかたいえうしろ     |
| 牛島東四丁目 うしじまひがしよんちょうめ | 昭和42年5月1日  | 牛島町 うしじままち                                      |
| 牛島東四丁目 うしじまひがしよんちょうめ | 昭和42年5月1日  | 楢山字兎口 ならやま あざうさぎぐち                       |
| 牛島東五丁目 うしじまひがしごちょうめ   | 昭和42年5月1日  | 牛島字庚塚 うしじま あざかのえづか                       |
| 牛島東五丁目 うしじまひがしごちょうめ   | 昭和42年5月1日  | 牛島字猿田川反 うしじま あざさるたかわばた               |
| 牛島東五丁目 うしじまひがしごちょうめ   | 昭和42年5月1日  | 牛島字中道 うしじま あざなかみち                         |
| 牛島東五丁目 うしじまひがしごちょうめ   | 昭和42年5月1日  | 牛島字東ノ方家後 うしじま あざひがしのかたいえうしろ     |
| 牛島東五丁目 うしじまひがしごちょうめ   | 昭和42年5月1日  | 牛島町 うしじままち                                      |
| 牛島東六丁目 うしじまひがしろくちょうめ | 昭和42年5月1日  | 牛島字庚塚 うしじま あざかのえづか                       |
| 牛島東六丁目 うしじまひがしろくちょうめ | 昭和42年5月1日  | 牛島字猿田川反 うしじま あざさるたかわばた               |
| 牛島東六丁目 うしじまひがしろくちょうめ | 昭和42年5月1日  | 仁井田字猿田川反 にいだ あざさるたかわばた               |
| 牛島東七丁目 うしじまひがしななちょうめ | 平成12年10月1日 | 牛島字兎谷地 うしじま あざうさぎやち                     |
| 牛島東七丁目 うしじまひがしななちょうめ | 昭和49年5月1日  | 牛島字猿田川反 うしじま あざさるたかわばた               |
| 牛島東七丁目 うしじまひがしななちょうめ | 昭和49年5月1日  | 牛島字谷地 うしじま あざやち                             |
| 牛島東七丁目 うしじまひがしななちょうめ | 昭和63年10月1日 | 牛島字谷地 うしじま あざやち                             |
| 牛島東七丁目 うしじまひがしななちょうめ | 平成12年10月1日 | 上北手荒巻字割田 かみきたてあらまき あざわりだ           |
| 牛島東七丁目 うしじまひがしななちょうめ | 平成12年10月1日 | 楢山字石塚谷地 ならやま あざいしづかやち                 |
| 牛島東七丁目 うしじまひがしななちょうめ | 昭和49年5月1日  | 楢山字兎口 ならやま あざうさぎぐち                       |
| 牛島東七丁目 うしじまひがしななちょうめ | 昭和63年10月1日 | 仁井田字猿田川反 にいだ あざさるたかわばた               |
| 牛島東七丁目 うしじまひがしななちょうめ | 平成12年10月1日 | 仁井田字猿田川反 にいだ あざさるたかわばた               |
| 牛島南一丁目 うしじまみなみいっちょうめ | 平成13年10月1日 | 牛島字東潟敷 うしじま あざひがしかたしき                 |
| 牛島南二丁目 うしじまみなみにちょうめ   | 平成13年10月1日 | 牛島字西潟敷 うしじま あざにしかたしき                   |
| 牛島南二丁目 うしじまみなみにちょうめ   | 平成13年10月1日 | 牛島字東潟敷 うしじま あざひがしかたしき                 |
| 牛島南二丁目 うしじまみなみにちょうめ   | 平成13年10月1日 | 仁井田字西潟敷 にいだ あざにしかたしき                   |

#### かつてあった町名
- 牛島町
- 字一本塚
- 字兎谷地
- 字大野中島下段
- 字大野中島上段
- 字大野中島中段
- 字大野中道下段

- 字大野中道上段
- 字御鷹野橋
- 字川原敷
- 字狐森
- 字猿田川反
- 字下窪
- 字清水下

- 字竹原道下
- 字中揚
- 字中見
- 字中道
- 字西ノ方家後
- 字庚塚
- 字稗田
- 字東ノ方家後

## 教育

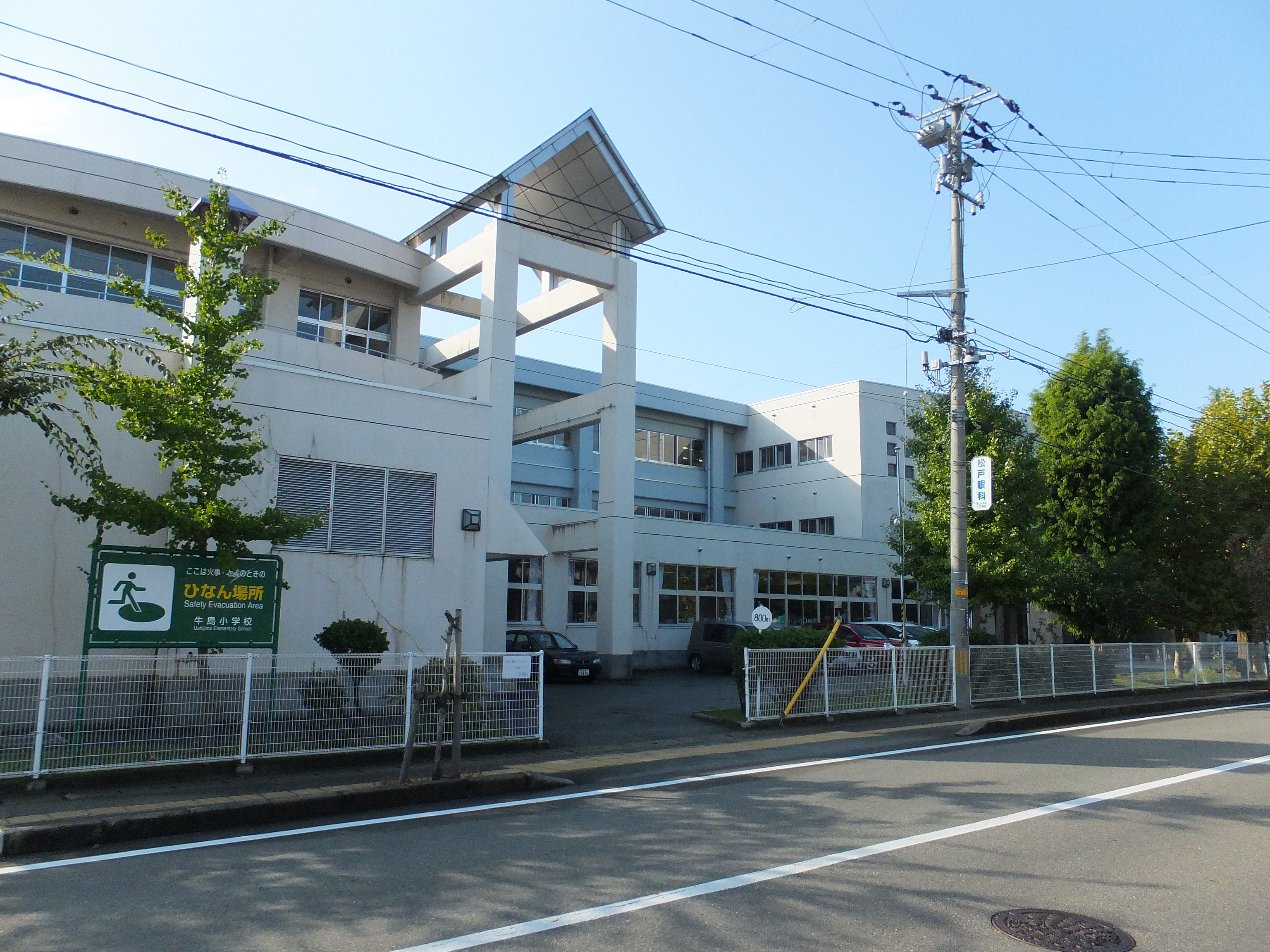
秋田市立牛島小学校

- 秋田市立牛島小学校

- 牛島ルンビニ園

### 学区
中学校は全地域で秋田市立城南中学校の学区になっている。
小学校は牛島東と牛島西1丁目は秋田市立牛島小学校、牛島東7丁目の一部は秋田市立上北手小学校、牛島西2丁目から4丁目と字東潟敷、字西潟敷は秋田市立大住小学校の学区になっている。

## 施設

### 牛島東

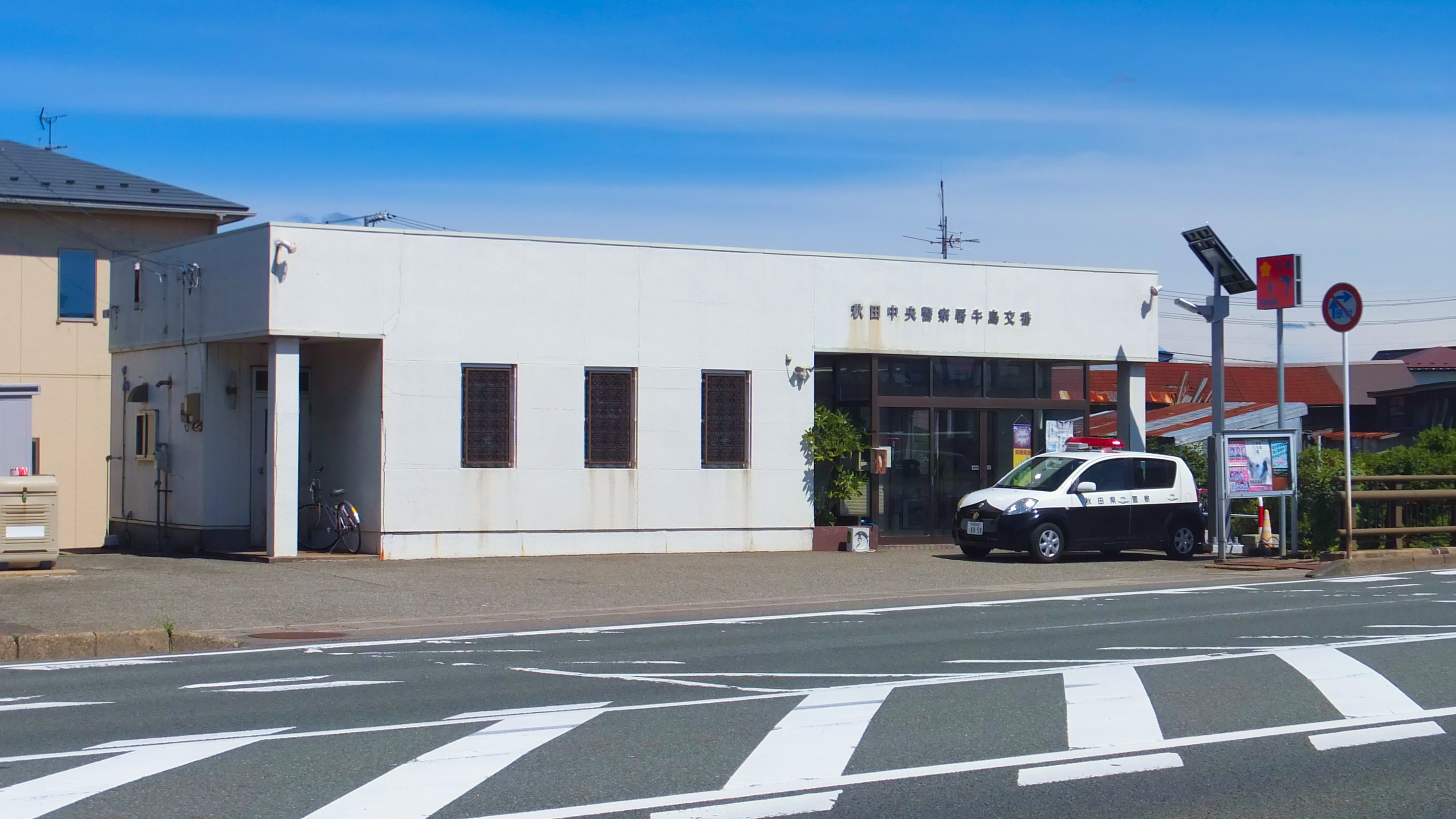
秋田中央警察署牛島交番
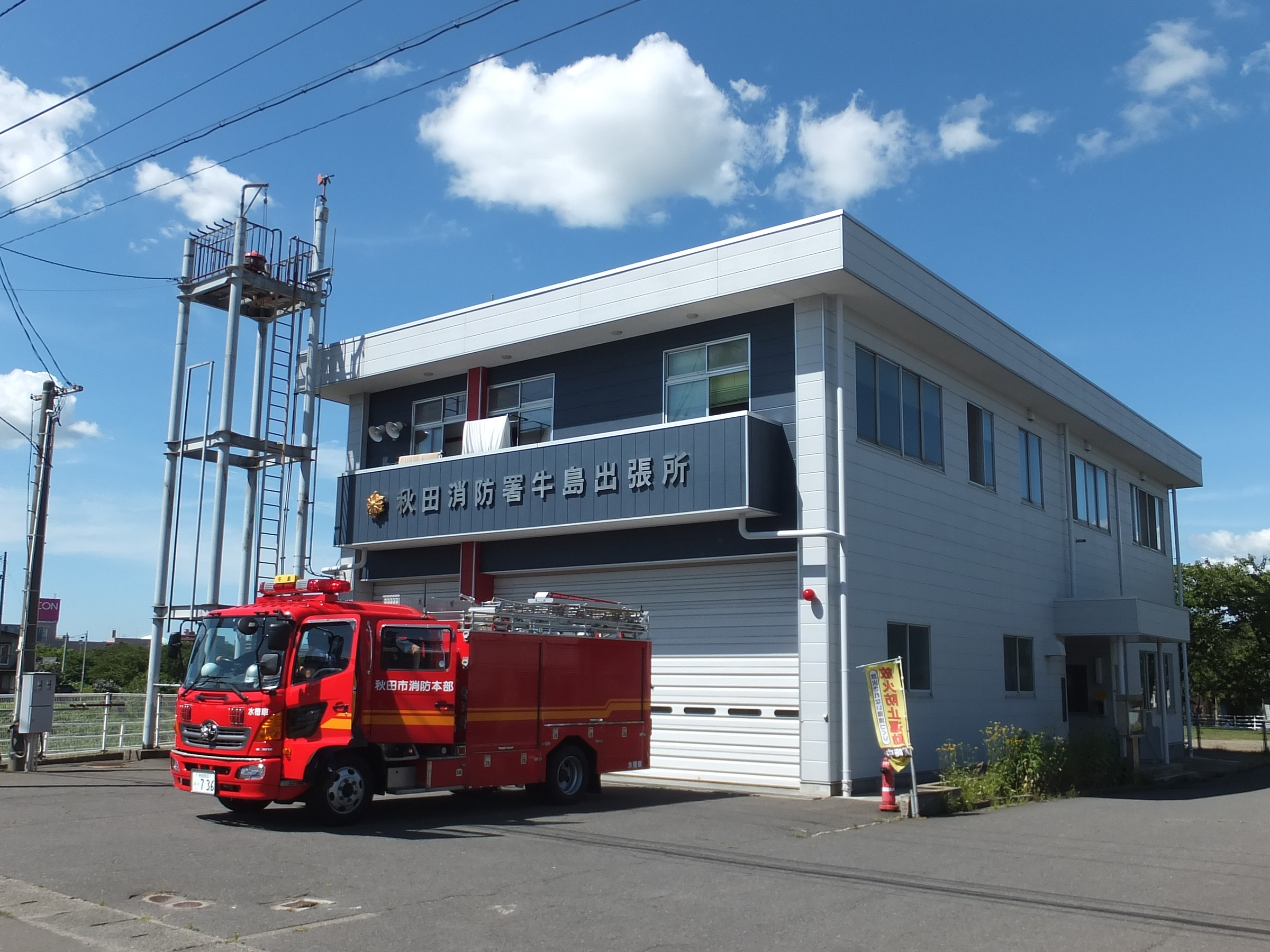
秋田消防署牛島出張所
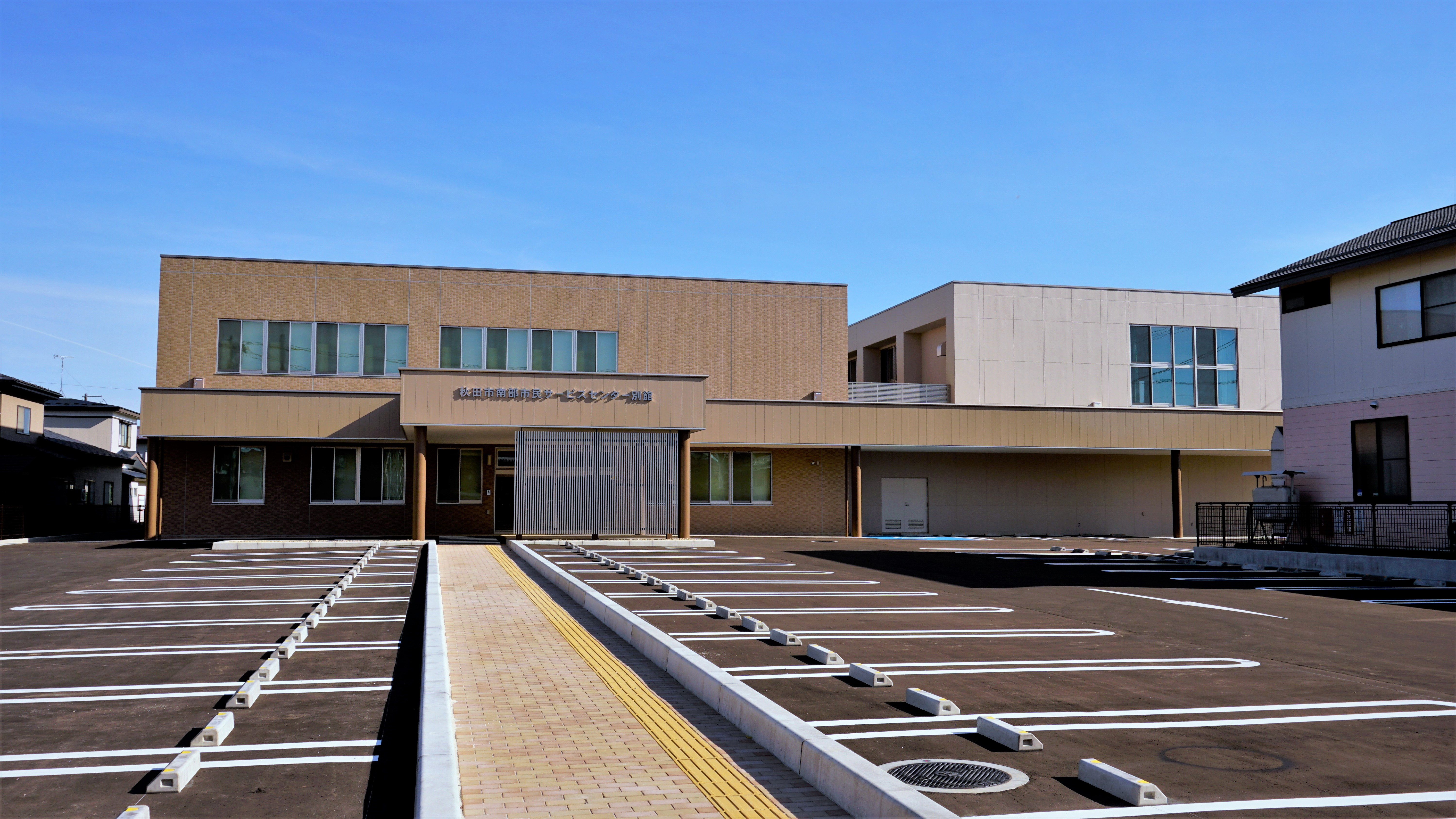
秋田市南部市民サービスセンター別館
- 牛島東郵便局
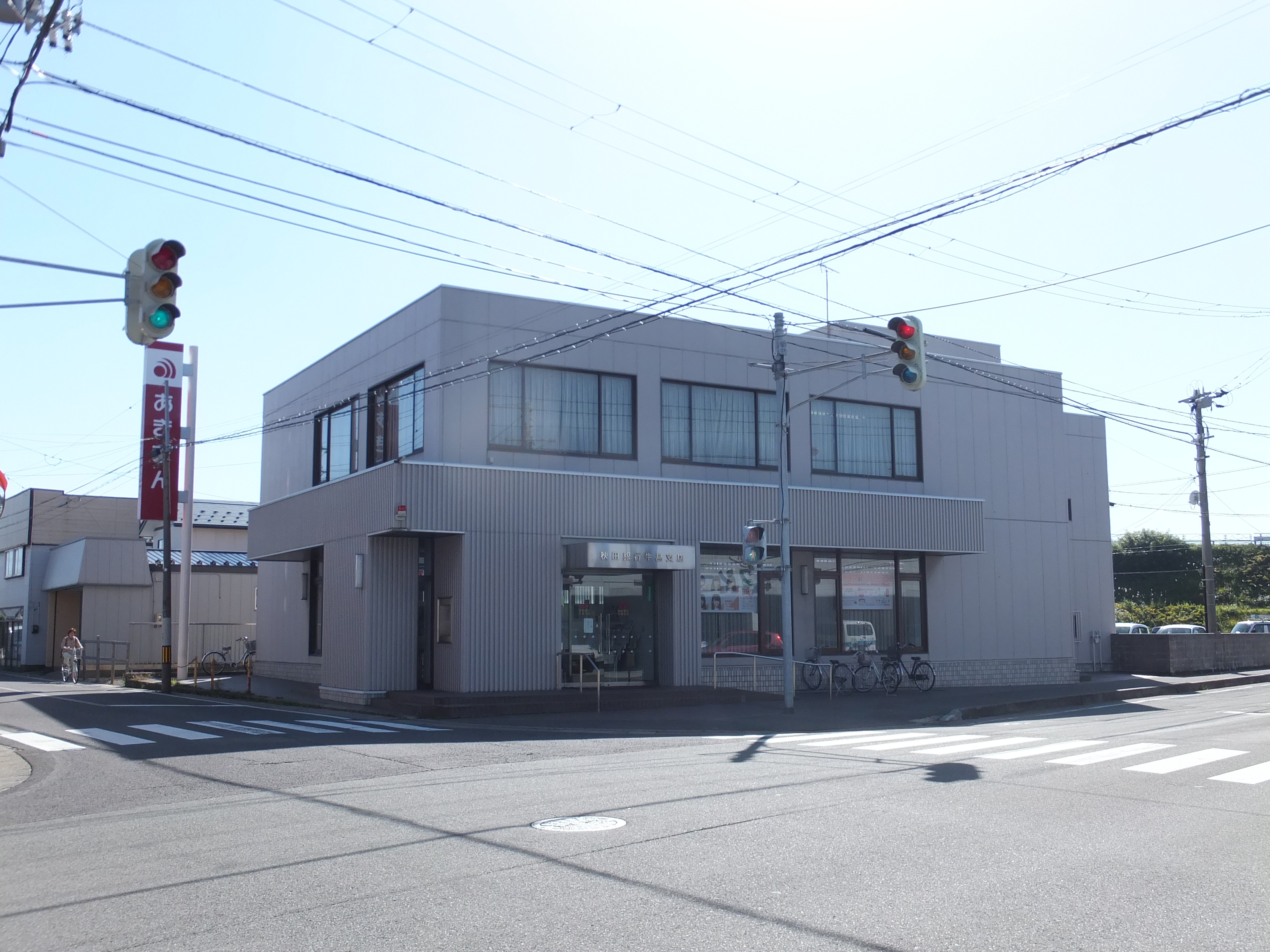
秋田銀行牛島支店
- 北都銀行牛島支店・茨島支店
- マルダイ牛島店
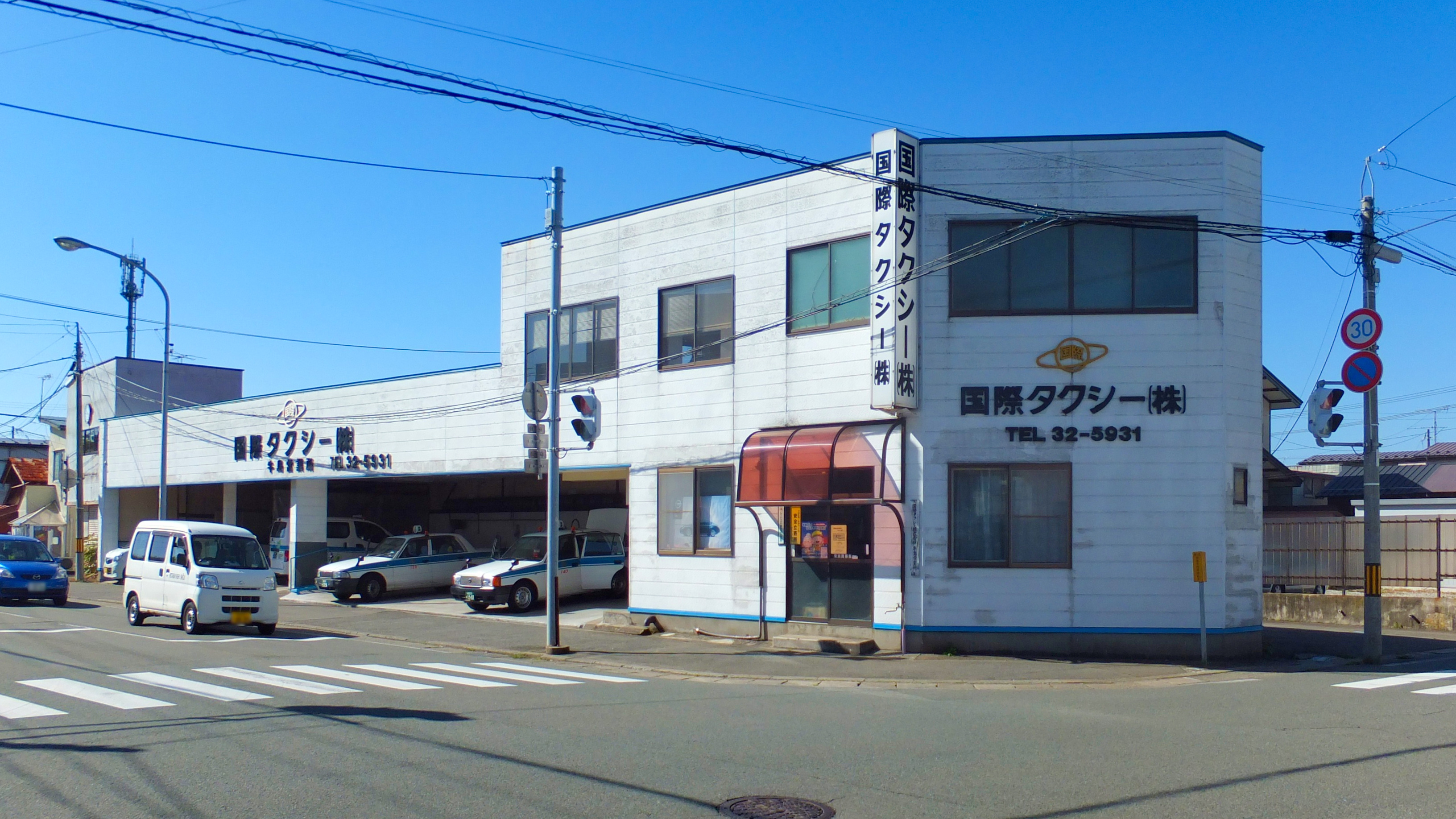
国際タクシー牛島営業所
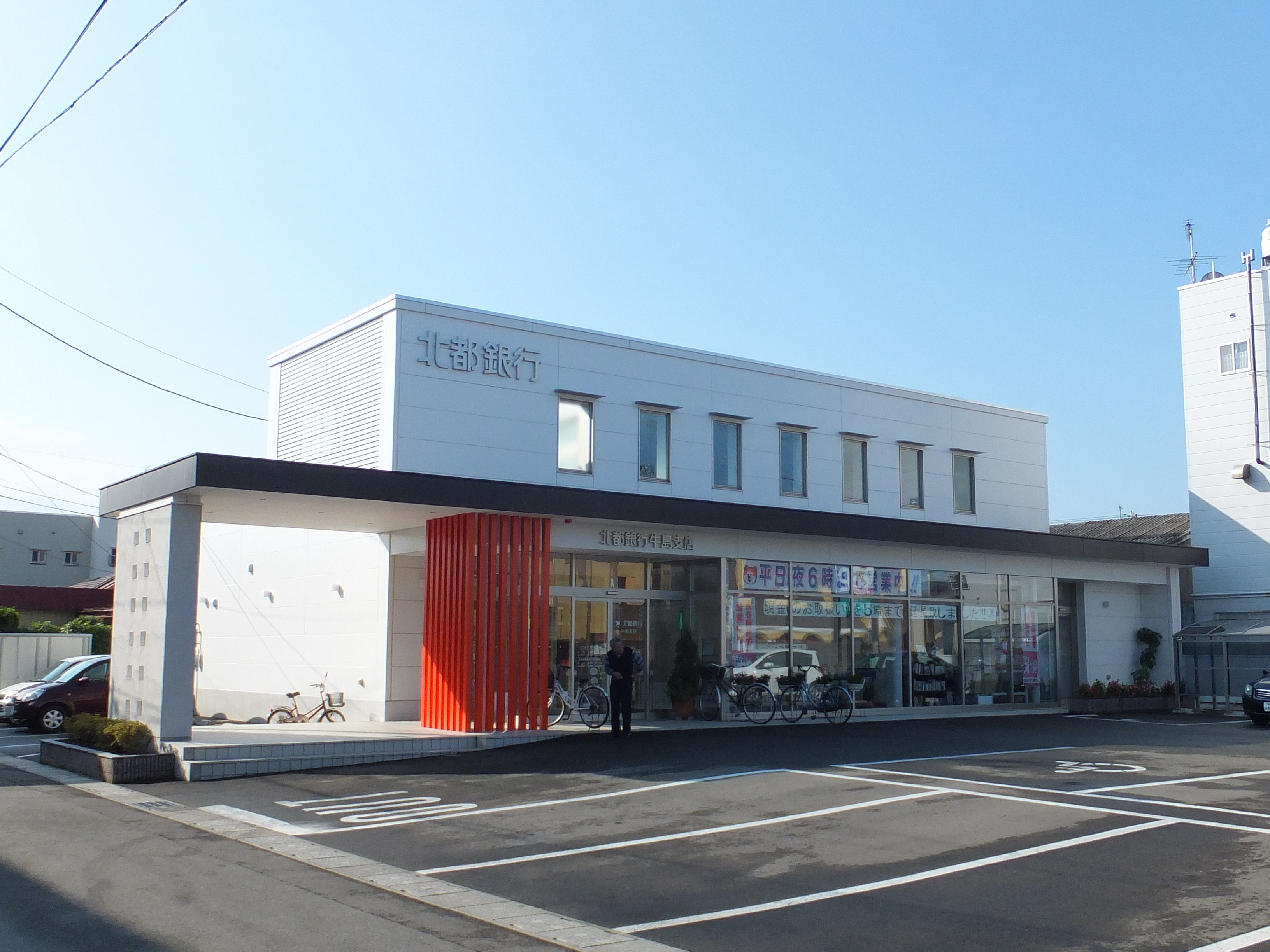
北都銀行牛島支店
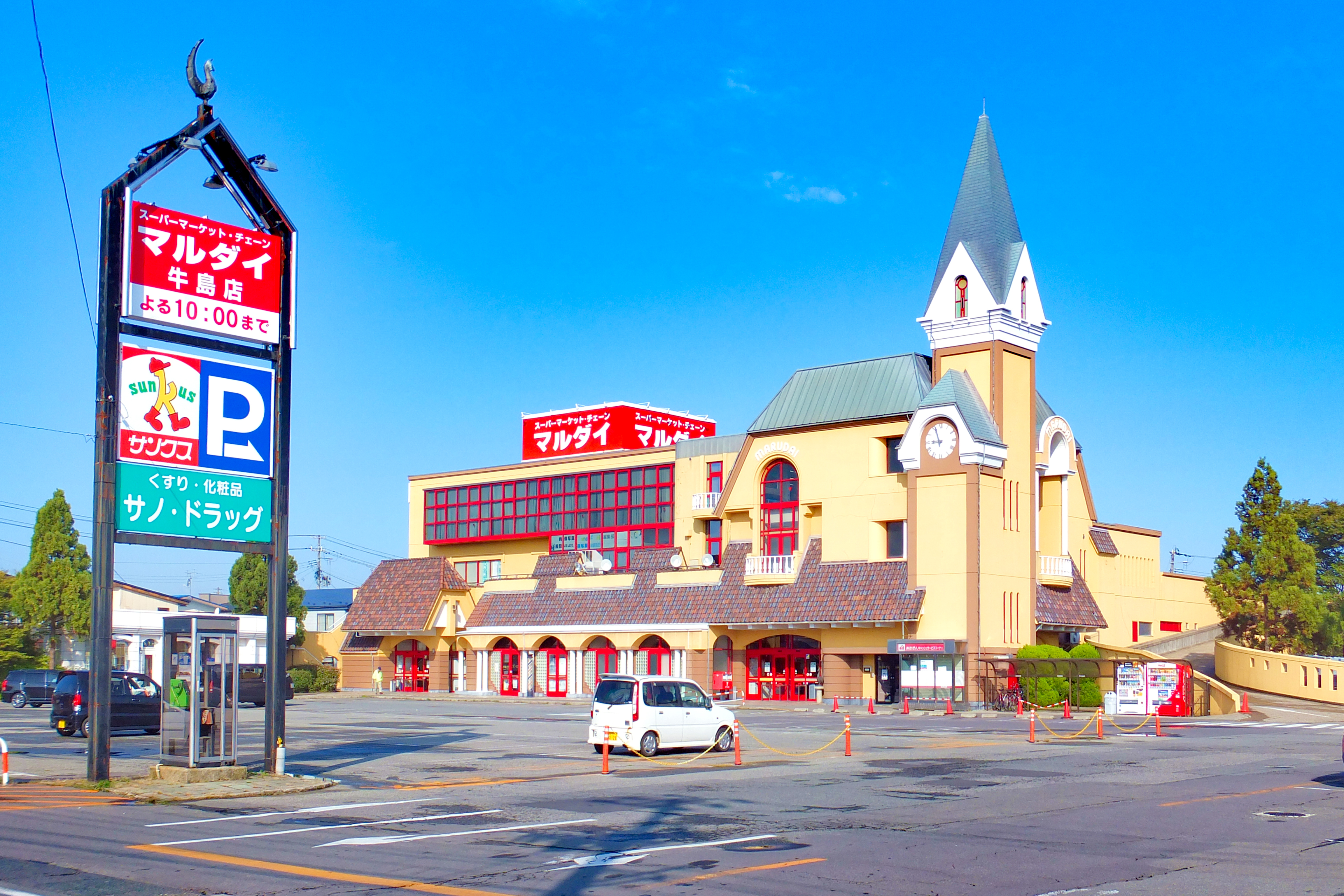
マルダイ牛島店

- 真如苑秋田支部
- 牛島商店街
  - 秋田信用金庫牛島支店
  - 三皇熊野神社里宮

- 秋田中央警察署牛島交番
- 秋田消防署牛島出張所
- 秋田市南部市民サービスセンター別館
- 秋田銀行牛島支店
- 国際タクシー牛島営業所
- 北都銀行牛島支店
- マルダイ牛島店

### 牛島西
- 秋田回生会病院
- 東北電力ネットワーク牛島変電所
- 三皇熊野神社本宮
- 二木ゴルフ秋田店

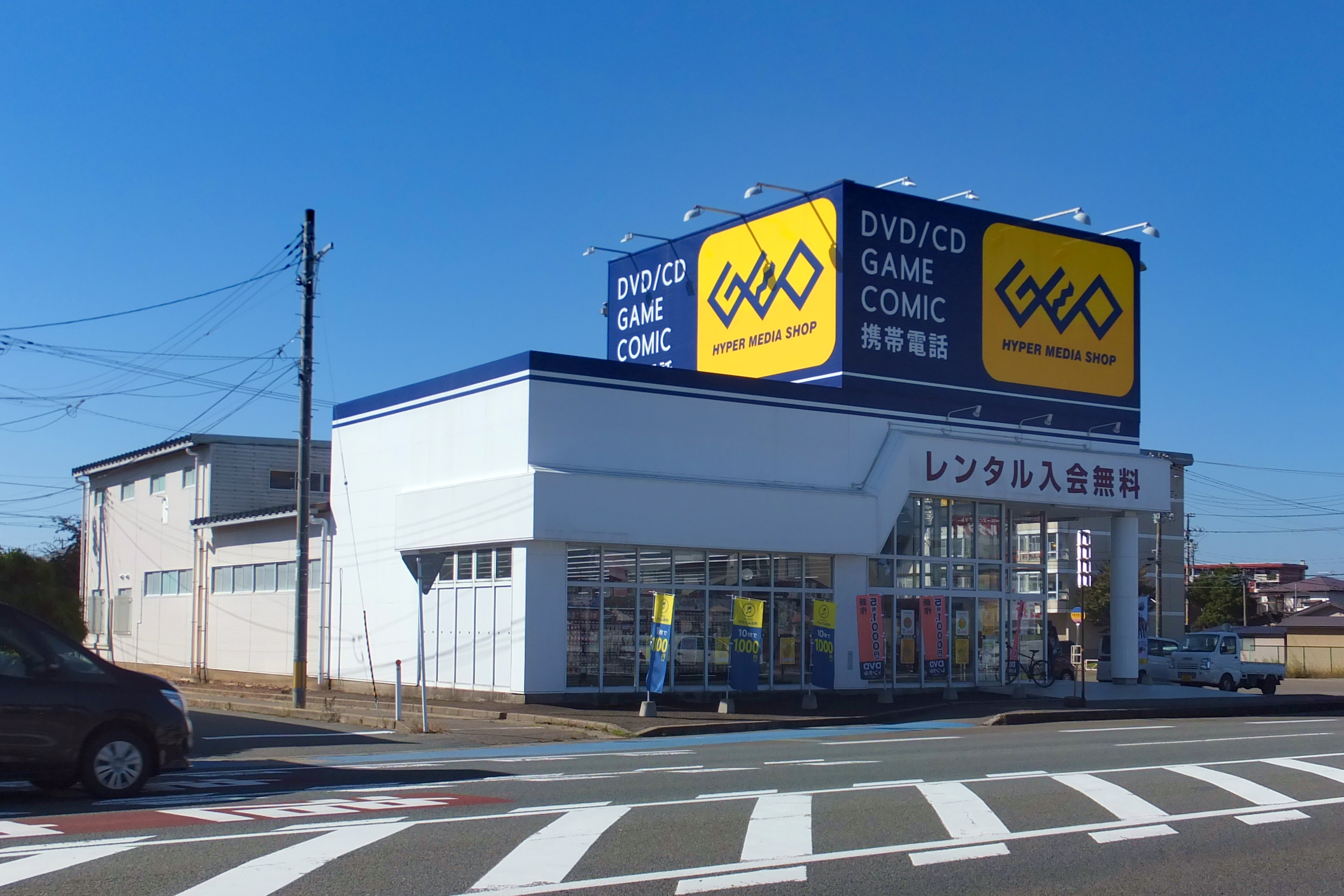
ゲオ秋田牛島店
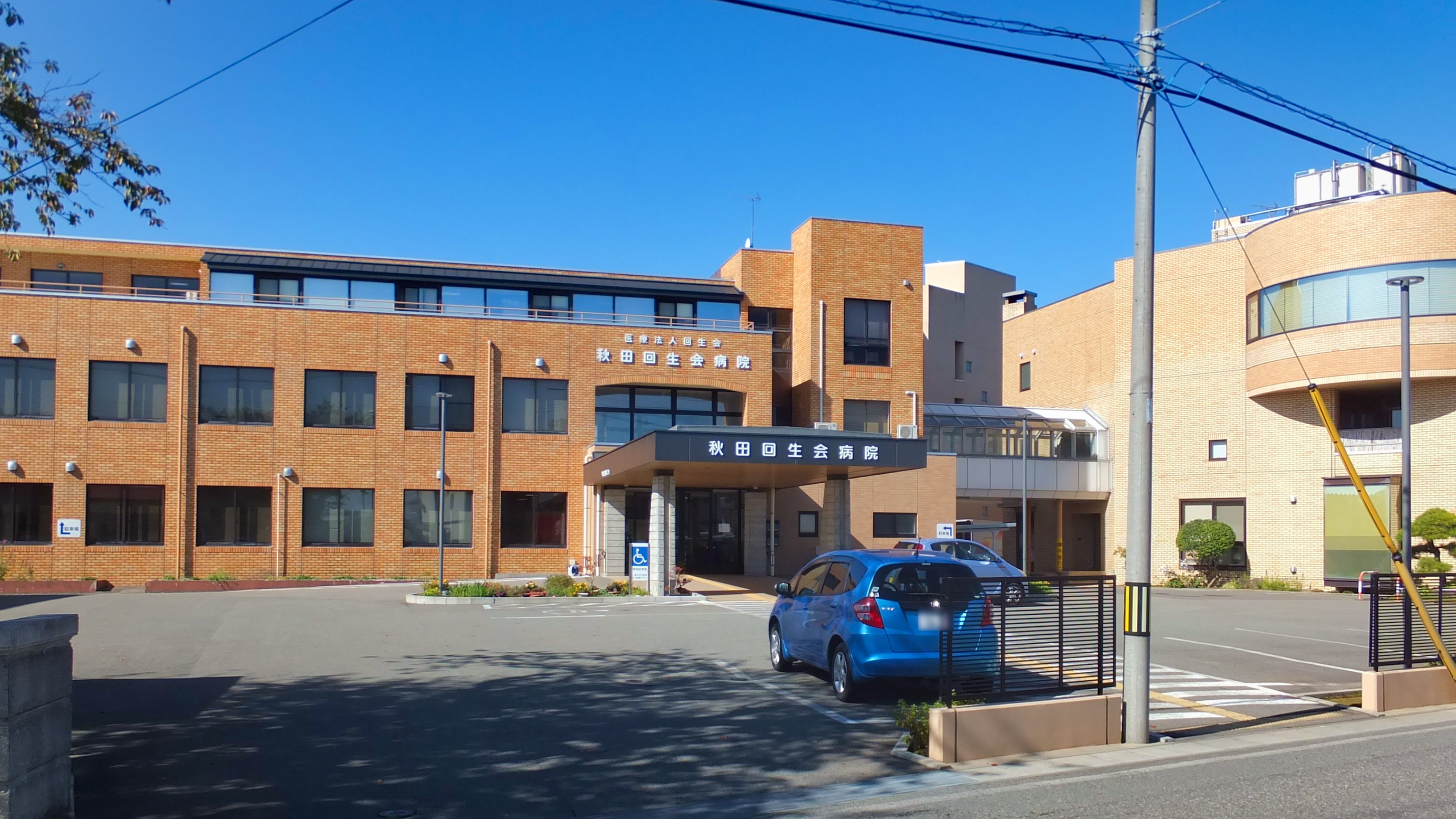
秋田回生会病院
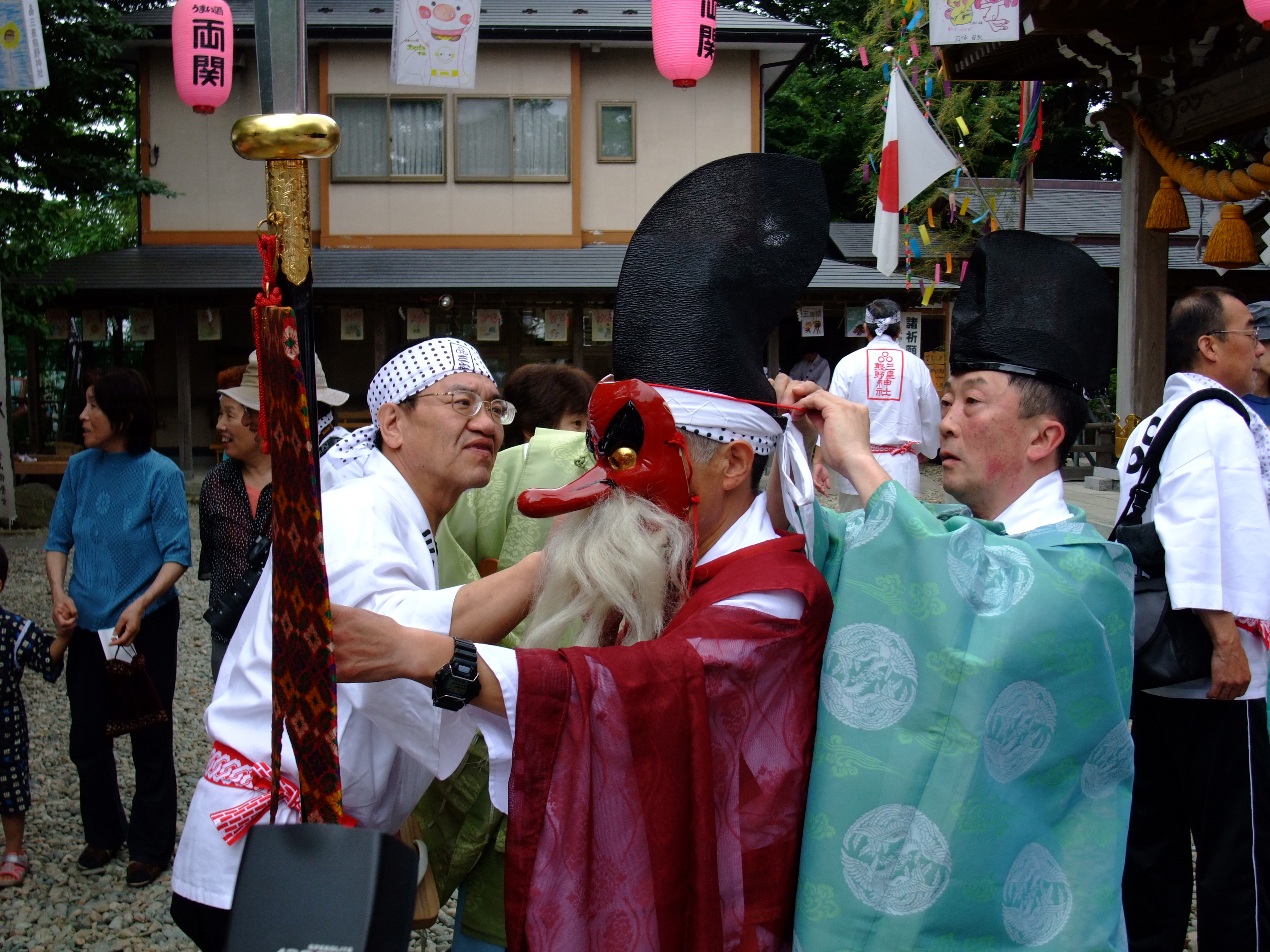
三皇熊野神社で行われる三皇祭
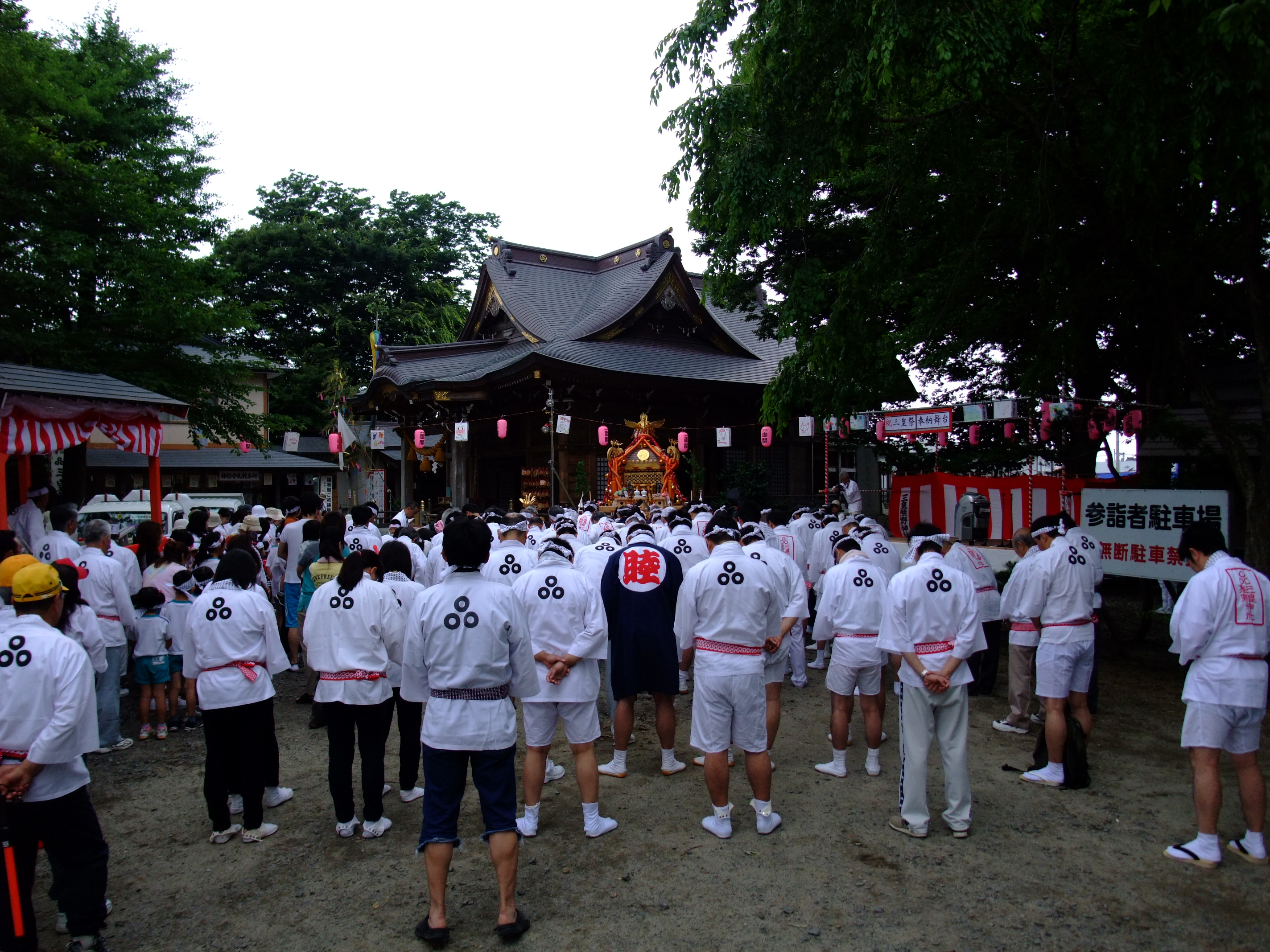
三皇熊野神社で行われる三皇祭

- 快活クラブ秋田牛島店

- ゲオ秋田牛島店
- 秋田回生会病院
- 三皇熊野神社で行われる三皇祭
- 三皇熊野神社で行われる三皇祭

### 牛島南
- 秋田市牛島汚水中継ポンプ場

### かつてあった施設
- 秋田県農事試験場 (牛島町字開[6]・八橋等諸地を転々後、雄和に移転)
- 秋田市営屠殺場

#### 牛島東
- 秋田県陶育院、秋田県立千秋学園 (割山地区に移転、後に新屋下川原町に再移転・跡地は金照閣)
- 金照閣（跡地は現在の真如苑秋田支部）
- 秋田市南部公民館（跡地は現在の秋田市民サービスセンター別館）
- 北都銀行帳票センター（旧北都銀行牛島支店）

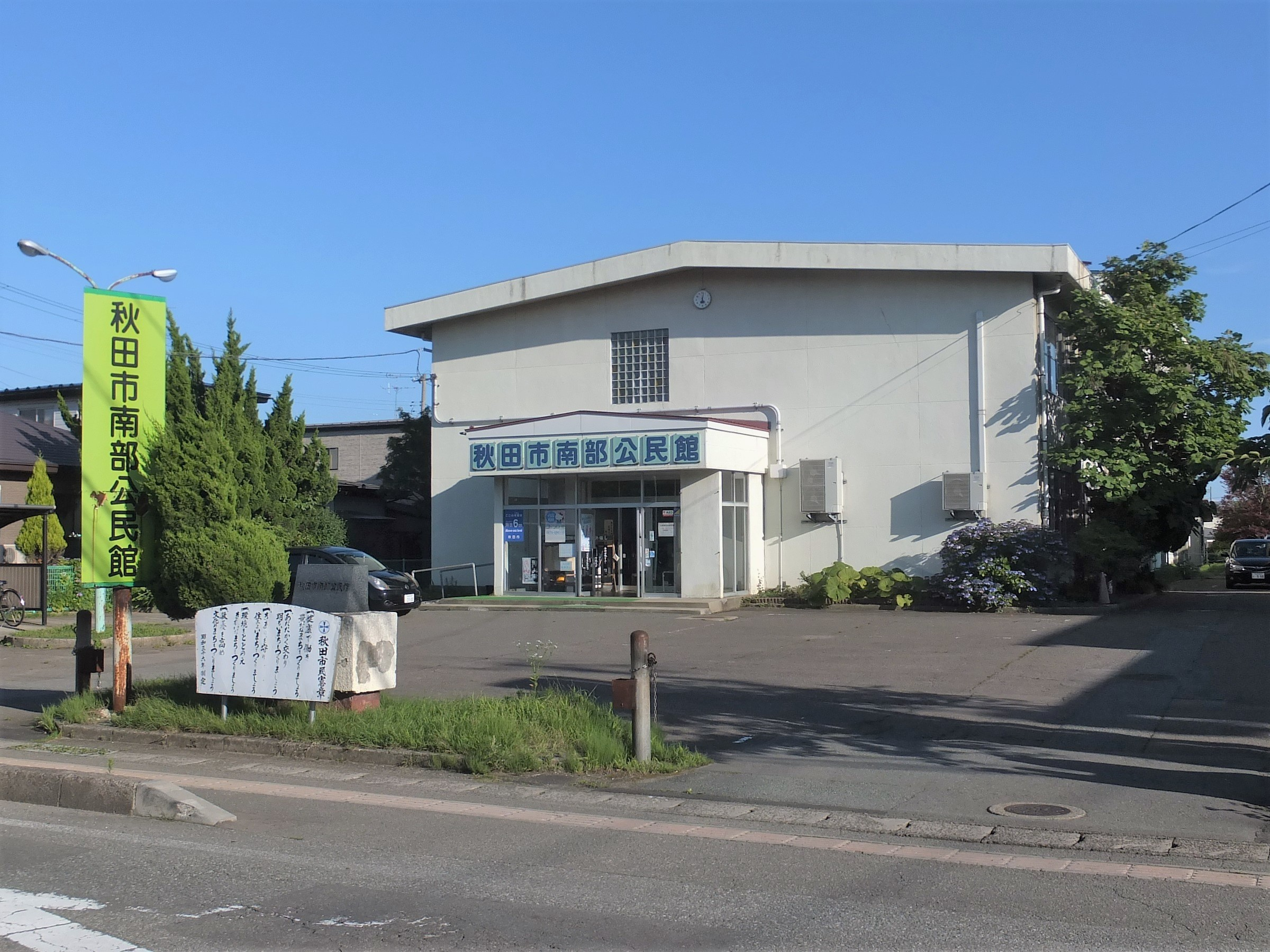
秋田市南部公民館
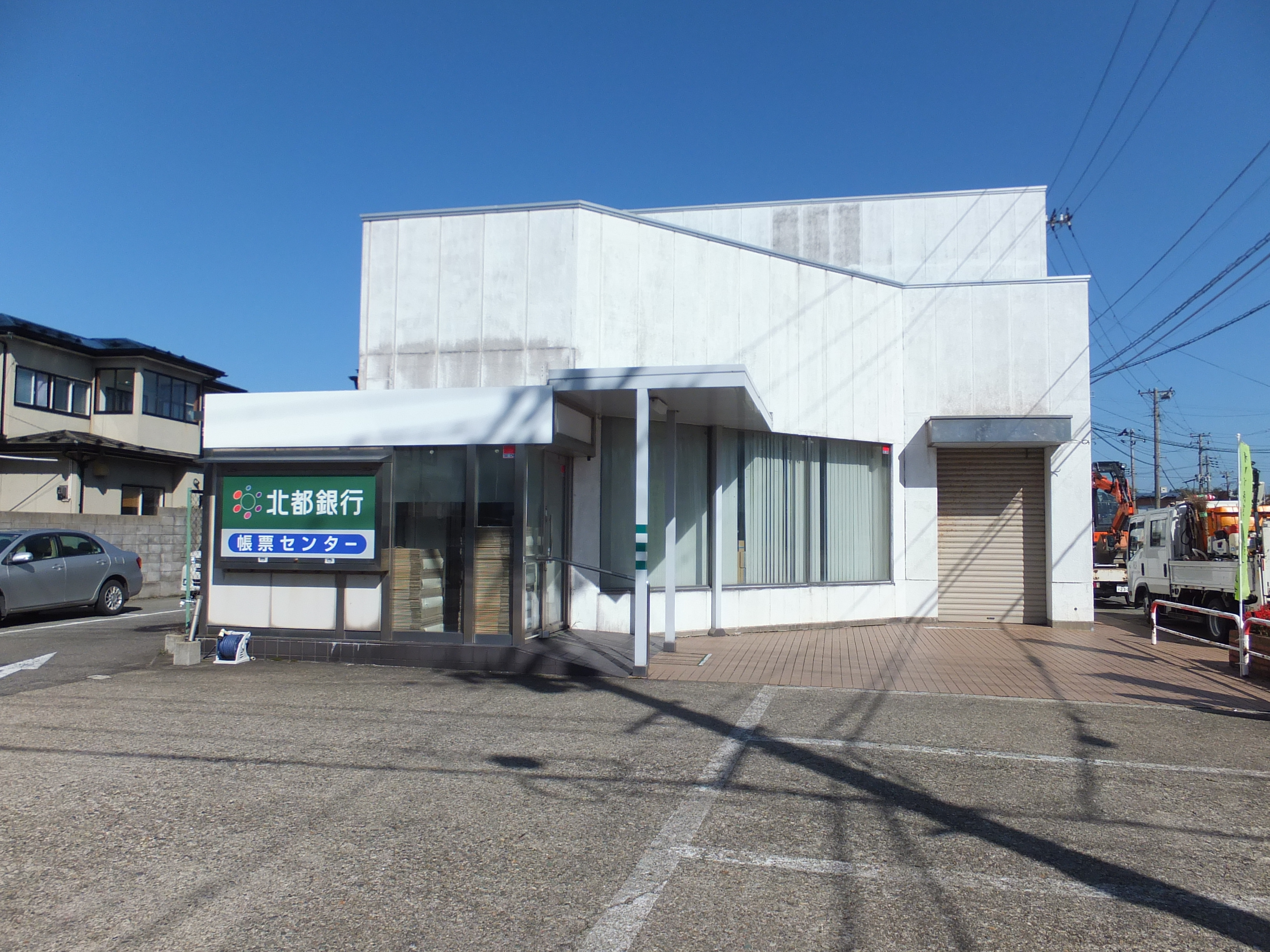
北都銀行帳票センター

## 交通

### 鉄道

羽後牛島駅舎

旧羽後牛島駅舎

- JR東日本
  - 羽越本線
    - （秋田） - 羽後牛島 - （新屋）

#### かつてあった鉄道
- 東北肥料秋田工場専用鉄道
  - 羽後牛島 - （東北肥料）
  - 1939年（昭和14年）開業。1994年（平成6年）廃止。

### バス
- 秋田中央交通
  - 系統510｜仁井田御所野線（県庁市役所経由）
  - 系統511｜仁井田御所野線（長崎屋バスターミナル経由）
  - 系統523｜御所野発県庁市役所経由大川反車庫行線 - 平日のみ
  - 系統524｜牛島経由御野場団地線
  - 系統531｜大野線 - 平日のみ
    - （牛島橋） - 新屋敷小路 - 牛島東一丁目 - 牛島東五丁目 - （二ツ屋上丁）

  - 系統152｜新港線（飯島北発南高校前行） - 平日のみ
  - 系統540｜柳原経由御野場団地線 - 平日のみ
  - 系統542｜秋田高校線 - 平日のみ
    - （卸センター入口） - 牛島駅入口 - 牛島市営住宅前 - （南高校前）

  - 系統550｜大住みなみ野団地線
    - （卸センター入口） - 牛島駅入口 - 牛島市営住宅前 - （大住団地入口）

  - 系統560｜南大通り経由日赤病院線（秋田駅西口発日赤病院前着） - 平日のみ
    - （牛島橋） - 新屋敷小路 - 牛島東一丁目 - 牛島東五丁目 - なんぴあ別館前 - 牛島小学校前 - 牛島小学校入口 - （牛島東七丁目）

  - 系統561｜南大通り経由日赤病院線（日赤病院前発秋田駅西口着） - 平日のみ
    - （一つ森公園南入口） - 牛島東七丁目 - 牛島小学校入口 - 石塚谷地 - 城南中学校前 - 金照寺山公園東入口 - 楢山愛宕下 - 牛島東三丁目 - 牛島東一丁目 - 新屋敷小路 - （牛島橋）

  - 系統570｜二ッ屋福島線 - 平日のみ
    - （福島橋） - 牛島東七丁目 - 牛島小学校入口 - 牛島小学校前 - なんぴあ別館前 - 牛島東五丁目 - 牛島東一丁目 - 新屋敷小路 - （牛島橋）

  - 系統600｜茨島環状線（大町回り） - 平日のみ
  - 系統601｜茨島環状線（茨島回り） - 平日のみ
    - （茨島団地前） - 三皇神社前 - 牛島変電所前 - （卸町五丁目）

### 道路
- 国道13号
- 秋田県道162号羽後牛島停車場線
- 秋田市道二ツ屋登町線（羽州街道）
- 秋田市道秋田環状線（牛島仲見通り）
- 秋田市道上北手牛島線（牛島学園通り）
- 秋田市道牛島西潟敷線
- 秋田市道牛島茨島線

## 関連著名人
- 佐藤敬夫　(政治家)